# Bogdand
Bogdand es una comuna ubicada en el distrito de Satu Mare, Rumania.

## Superficie
Posee una superficie de 82,94 kilómetros cuadrados.

## Demografía
Hasta 2021 la población era de 2715 habitantes, con una densidad de población de 32,73 habitantes por kilómetro cuadrado.